# Sternostylus defensus
Sternostylus defensus is een tienpotigensoort uit de familie van de Sternostylidae. De wetenschappelijke naam van de soort werd voor het eerst geldig gepubliceerd in 1902 door Benedict als Ptychogaster defensa.